# Fanal Island
Fanal Island, auch Motukino genannt, ist die größte und am südlichsten gelegene Insel der neuseeländischen Mokohinau Islands.
Die 0,73 km² große, heute unbewohnte Insel liegt etwa 20 km nordwestlich von Great Barrier Island, 4 Kilometer südöstlich von Burgess Island und etwa 15 km östlich der Mündung des Waipu River an der Ostküste der Nordinsel Neuseelands. 

## Naturschutzgebiet
Fanal Island ist Teil des Mokohinau Islands Nature Reserve, das vom Department of Conservation verwaltet wird. Es ist auch ein Naturschutzgebiet im Rahmen des Wildlife Act 1953.

## Fauna
Die Pazifische Ratte (Rattus exulans), polynesisch kiore, hatte die Insel als invasive Art vermutlich mit den Māori zwischen 1100 und 1800 n. Chr. erreicht und gefährdete seitdem die einheimische Tierwelt stark. Die Insel wurde auch durch Brandrodung der Māori verändert. 
Gegen die Rattenplage wurde von der neuseeländischen Regierung 1997 ein Ausrottungsprojekt gestartet, wie es auf den anderen Inseln des Archipels bereits im Jahr 1900 erfolgt war. Aus der Luft wurden Kleie-Köder mit 20 ppm Brodifacoum in einer Menge von 10 kg/ha ausgebracht. Trotz heftiger Regenfälle unmittelbar nach der Aktion gelang die Ausrottung der Nager.